# Sjónvarpið
Sjónvarpið (em português: A Televisão) é uma rede de televisão pública islandesa. Suas principais atrações são telejornais, programas esportivos, culturais e infantis além de filmes. Parte de sua programação também é transmitida pela internet.